# Peter Tatsuo Doi

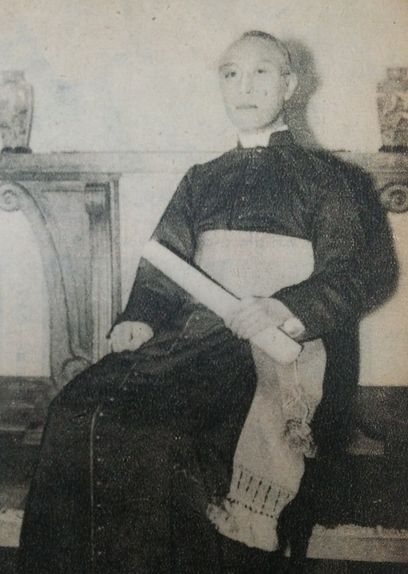
Erzbischof Peter Tatsuo (1947)

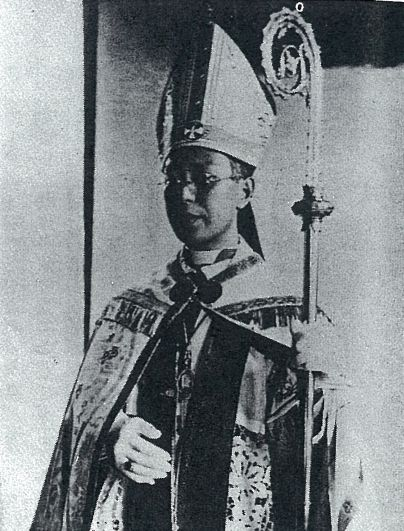
Erzbischof Peter Tatsuo (1938)

Kardinalswappen (seit 1960)

Peter Tatsuo Kardinal Doi (japanisch ペトロ 土井 辰雄 Petoro Doi Tatsuo, * 22. Dezember 1892 in Sendai; † 21. Februar 1970 in Tokio) war ein japanischer römisch-katholischer Geistlicher und Erzbischof von Tokio.

## Leben
Peter Tatsuo Doi ließ sich im Alter von neun Jahren taufen. Um Priester zu werden, studierte er Philosophie und Theologie in Sendai und Rom. Er empfing am 1. Mai 1921 das Sakrament der Priesterweihe und arbeitete anschließend als Seelsorger in der Diözese Sendai. Von 1934 bis 1937 versah er die Aufgabe des Sekretärs der Apostolischen Delegation in Japan. 1937 ernannte ihn Papst Pius XI. zum Erzbischof von Tokio. Er war der erste einheimische Erzbischof, seine Vorgänger waren ausländische Missionare gewesen. Während des Zweiten Weltkriegs leitete Peter Tatsuo Doi als Direktor das Nationale Katholische Zentralkomitee in Japan. Papst Pius XII. verlieh ihm 1956 den Titel eines Päpstlichen Thronassistenten.
Am 28. März 1960 nahm ihn Papst Johannes XXIII. als Kardinalpriester mit der Titelkirche Sant’Antonio da Padova in Via Merulana in das Kardinalskollegium auf. Peter Tatsuo Doi war in den Jahren 1962 bis 1965 Teilnehmer des Zweiten Vatikanischen Konzils und nahm am Konklave des Jahres 1963 teil.
Er starb am 21. Februar 1970 an einer Pneumonia in einem Krankenhaus in Tokio und wurde in der dortigen Kathedrale St. Marien beigesetzt.